# Proclitus savaiiensis
Proclitus savaiiensis är en stekelart som först beskrevs av David Timmins Fullaway 1940. 
Proclitus savaiiensis ingår i släktet Proclitus och familjen brokparasitsteklar. Inga underarter finns listade i Catalogue of Life.